# Voldemārs Liepa
Kārlis Voldemārs Liepa (* 26. Dezember 1906jul. / 8. Januar 1907greg. in Slampe; † unbekannt) war ein lettischer Fußball- und Bandyspieler.

## Karriere und Leben
Voldemārs Liepa wurde in der Pfarrei Slampe, als Sohn der Familie von Juris und Trīne Liepa geboren. Von 1922 bis 1926 besuchte er die staatliche Sekundarschule im Tukums. 1926 begann Liepa ein Studium an der Fakultät für Wirtschaftswissenschaften und Recht der Universität Lettland in Riga.
Liepa spielte in seiner Fußballkarriere in den 1930er Jahren für den LSB Riga. Für den Verein war er insgesamt sieben Jahre aktiv, davon drei in der Virslīga der höchsten lettischen Spielklasse.
Liepa spielte auch Bandy in den Mannschaften des LSB Riga und der Universität.

## Weblink
- Lebenslauf bei kazhe.lv (lettisch)

| Personendaten    | Personendaten                                |
| ---------------- | -------------------------------------------- |
| NAME             | Liepa, Voldemārs                             |
| ALTERNATIVNAMEN  | Liepa, Kārlis Voldemārs (vollständiger Name) |
| KURZBESCHREIBUNG | lettischer Fußballspieler                    |
| GEBURTSDATUM     | 8. Januar 1907                               |
| GEBURTSORT       | Slampe, Gouvernement Kurland                 |
| STERBEDATUM      | im 19. oder 20. Jahrhundert                  |